# カッパドキア王国
カッパドキア王国（カッパドキアおうこく）は、ヘレニズム期のアナトリア半島のカッパドキア地方（現トルコ）を中心に存在した、イラン系王国である。もともとこの地にはハカーマニシュ朝のカッパドキア州が置かれていたが、最後のサトラップであるアリアラテース1世が王を名乗って独立し、成立した。アリアラテース朝（紀元前331年–紀元前96年）、アリオバルザネース朝（紀元前96年-紀元前36年）、アルケラオス朝（アルケラオスの一代、紀元前36年–17年）と3つの王家が交代していき、17年に最後の王アルケラオスが死去したことで、ティベリウス帝時代のローマ帝国に併合され、カッパドキア属州となった。

## 歴史
ハカーマニシュ朝の時代、アナトリア半島では「イラン化」が顕著に進み、中でもポントスとカッパドキアにはイラン人が多く根付いた。アリアラテースは19年にわたりカッパドキア州のサトラップを務め、ハカーマニシュ朝に忠実に仕えていた。彼は他のサトラップと同様、ハカーマニシュ朝の王統とも血縁関係があった。しかしマケドニア王アレクサンドロス3世がペルシア征服の過程でカッパドキアに侵攻し、2人の臨時総督を任命していった。ハカーマニシュ朝滅亡により、アナトリア半島のイラン人たちは危機的状況に立たされた。アレクサンドロス3世やその後継者たちの下でヘレニズム文化が浸透してくると、カリアをはじめ、おそらくアナトリア半島西部全域のイラン人たちは、この状況の変化に順応していった。そのため、クズルウルマク川以西のイラン文化は徐々に消滅していった。しかし川の東側では、カッパドキア人が「当初から」マケドニア人の侵略に抵抗を続けていた。ハリカルナッソスの防衛に失敗した後、カッパドキア人は紀元前331年のガウガメラの戦いでもアレクサンドロス3世と戦い、しかもそこで大敗を喫した後でも彼らはアレクサンドロス3世の背後で反抗していた。
カッパドキアやポントスのイラン人たちは、マケドニア人に反抗して自立した。アリアラテース1世はカッパドキアを掌握し、最初の王となった。しばらくはセレウコス朝に従属していたものの、アリアラテース3世（c.紀元前255年-紀元前220年）の時代に独立を果たした。1世紀前半、アリアラテース朝はカッパドキア征服をもくろんだポントス王ミトリダテス6世により滅ぼされた。この「紛争」が共和政ローマの関心を引き寄せ、カッパドキア人は彼らの支援を得て、アリアラテース朝と同じイラン系の貴族の中からアリオバルザネス1世を新しい王として擁立した。ローマは内戦を終結させたのち、さらにカッパドキアへの介入を深めていった。紀元前36年、マルクス・アントニウスにより地元貴族のアルケラオスがカッパドキア王に任じられた。アルケラオスは老齢になったころにローマ皇帝ティベリウスからローマへ呼び寄せられ、そこで自然死した。カッパドキアは名実ともに、ローマの属州として併合された。カッパドキア王国は、強大な国々に囲まれた危険な立地の中で生き抜くために、ミトリダテス朝やセレウコス朝と度々政略結婚を通じた同盟を結んでいた。
アウグストゥス（紀元前63年-14年）時代の歴史家ストラボンは、ハカーマニシュ朝滅亡後ほぼ3世紀が経過したところで、アナトリア半島西部にはその痕跡が残るのみであるが、カッパドキアは「生けるペルシアの一部」であると考えていた。

## 宗教
マケドニアによる征服後、カッパドキアのイラン人たちは、宗教的なルーツでもあるペルシア本土との連絡を絶たれた。紀元前1世紀のカッパドキア王国について、ストラボン (XV.3.15) は、「5人の火の神官」が多くの「ペルシアの神々の聖地や拝火神殿」を所有している、と述べている。王国の領内には、数多くのイランの神々やイラン化された神々の聖地・神殿が存在していた。ストラボンは、これらの神々や聖地が極めて重要な者であったとしている。例えばカスタバラにはアナーヒターの、アリアラムネイアにはマグス・サガリオスの、アレブスムにはアフラ・マズダーの聖地があった。ピュライテアの名で知られる周辺地域では、ゾロアスター教の神の名のもとに崇拝が行われていた。これを念頭に、ストラボンは「それらの中心に祭壇があり、そこには莫大な量の灰が乗っていて、神官が常に火を灯している」と記録している。

## 行政
カッパドキア王国は、初期には10州（サトラップ管区）に区分されていたが、後に11州に再編された。これらの州はギリシア風にストラテギアイ (strategiai) と呼ばれ、その長官であるストラテゴスの地位には基本的に高位の貴族が就いた。11州の内訳は、メリテネ、カタオニア、キリキア、テャニティス、ガルサウリティス、ラオウイアンセネ、サルガラウセネ、カマネネ、モリメネ、キリキア・トラケイアとなっていた。なおキリキア・トラケイアは、後から創設された州である。
王国領は、王領と、貴族が防衛管理を行う要塞によって統治されていた。封土には、貴族の邸宅を中心としたもの（ただしイラン百科事典にもあるように、彼らの支配権はまずもって俗世の範囲内に限られていた）と、神殿の封土の2種類があった。神殿の封土の中では、神官たちが世俗と宗教の両方の領域で権力を握っていた。その結果、2つの面を持つ神官が王に次ぐ地位を占めていた。

## ヘレニズムの影響
カッパドキアの王たちは、西方の強大な隣国であるセレウコス朝やアッタロス朝の影響を受け、様々な面でヘレニズム文化に染まっていった。アリアラテース朝やアリオバルザネース朝の王たちはギリシア式の教育を受け、祖先たちが使っていたシャーなどの称号ではなく、ギリシア風のバシレウスを名乗った。初期のアリアラテース朝の王たちはアラム語を刻んだイラン風の硬貨を鋳造していたが、アリアラテース3世以降はギリシア風の様式と刻印が取り入れられた。ギリシア語が刻まれた硬貨は3代目のアリアーラムネスの時代に初めて登場したが、この時には王の肖像はペルシア風の衣装をまとっていた。カッパドキアの王たちは、セレウコス朝のように、新たに建設した都市に自身の名をつけた（アリアラムネイア、アリアラテイ、アルケライスなど）。またカッパドキアの歴代の三王家は、いずれもギリシアのポリスに敬意を払われていた。大まかにいうと、カッパドキア王国では紀元前3世紀からヘレニズム化がゆっくりと進み、紀元前2世紀からその速度が上がっていった。しかし王国が滅亡するまで、王たちはイラン風の名を捨てることは無かった。

## 首都
ストラボンによれば、首都マザカは発展した都市で、人口も多かった。周囲には数多くの村落や農場があり、これらを王家や貴族が管理する城砦が守っていた。

## カッパドキア王の一覧
- アリアラテース1世 紀元前331年–紀元前322年
- アリアラテース2世 紀元前301年–紀元前280年
- アリアーラムネス 紀元前280年–紀元前230年
- アリアラテース3世 紀元前255年–紀元前220年
- アリアラテース4世 紀元前220年–紀元前163年
- アリアラテース5世 紀元前163年–紀元前130年
- アリアラテース6世 紀元前130年–紀元前116年
- アリアラテース7世 紀元前116年–紀元前101年
- アリアラテース8世 紀元前101年–紀元前96年
- アリアラテース9世 紀元前101年–紀元前96年
- アリオバルザネース1世 紀元前96年–c.紀元前63年
- アリオバルザネース2世 c.紀元前63–51年
- アリオバルザネース3世 紀元前51–42年
- アリアラテース10世 紀元前42–36年
- アルケラオス 紀元前36–17年